# Винагапуровське нафтогазоконденсатне родовище
Винагапурівське нафтогазоконденсатне родовище – гігантське родовище у Тюменській області Росії. Відноситься до Західно-Сибірської нафогазоносної провінції.

## Геологічна інформація
На Вингапурівському виявлено чотири поклади:
- масивний пластовий газовий у відкладах сеноманського ярусу, що залягає на глибинах від 985 до 1065 метрів та містить газ метанового складу (97,8% метану, 2% азоту та мінмальний вміст етану і діоксиду вуглецю). Колектор – пісковики з прослоями алевролитів та глин пористістю 28,7%;
- пластово-склепінний нафтовий у породах неокому із воднафтовим контактом на глибині 2365 метрів. Товщина пласта 6 метрів при пористості 20%;
- литологічно екранований нафтогазовий у породах неокому із газонафтовим контактом на глибині 2519 метрів та водонафтовим контактом на глибині 2622 метра (загальна висота покладу 240 метрів). Середня товщина пласта 4 метри при пористості 20%;
- нафтогазоконденсатний поклад у відкладах верньої юри із водонафтовим контактом на глибині 2807 метрів (висота покладу 60 метрів). Середня товщина пласта 3 метри при пористості 16%.

## Розробка
Родовище виявили в 1968 році.
Розробка почалась в 1978-му із газового покладу з видачею продукції через перемичку довжиною 63 км та діаметром 1420 мм до компресорної станції «Вингапуровська» на трасі системи Уренгой – Челябінськ. Варто відзначити, що саме ресурс з Вингапуровського родовища дозволив ввести в дію першу чергу зазначеної системи.
Розробка нафтових покладів стартувала в 1982-му, при цьому вже з 1984-го почали використовувати технологію підтримки пластового тиску шляхом заводнення.
В 2009-му на родовищі запустили Вингапуровський газопереробний завод, який працює з супутнім газом нафтових покладів.
Станом на 2016 рік з Вингапурівського видобули 366 млрд м3 газу, при цьому залишкові запаси рахувались як 62 млрд м3, а річний видобуток складав лише 0,4 млрд м3.
Видобувні запаси нафти оцінили у 52 млн тон.